# Riera d'Avencó
La riera d'Avencó, anomenada també riera de Picamena o del Pujol en el seu curs alt és un curs d'aigua de la conca del Besòs, afluent per l'esquerra del riu Congost. La riera neix a Collformic i recorre uns 13 km abans de desembocar al Congost a la barriada de l'Avencó, entre els municipis d'Aiguafreda i Tagamanent. La seva vall es troba encaixada entre la serra de l'Arca i els contraforts del pla de la Calma, d'on provenen els seus principals afluents, com la riera del Burguès, riera de la Figuera o la riera de la Llobina.
Des de l'edat mitjana, les seves aigües van servir per al funcionament de molins, fargues i pous de glaç. La riera d'Avencó pràcticament sempre porta aigua, tot i que quan aquesta riera arriba al municipi d'Aiguafreda, tot just abans de desembocar al riu Congost, l'aigua es filtra i transita de manera subterrània. Es creu que aquesta aigua s'infiltra pels materials calcaris porosos de la formació Buntsandstein, creuen la vall del Congost i tornen a aflorar uns 10 km en línia recta, a l'Avencó de Bigues, font situada prop del riu Tenes.

## Flora i fauna
Les seves aigües són habitades per poblacions de barb de muntanya, bagra, truita comuna, carpa, carpí i perca americana. Alguns trams del curs són poblats per vernedes, hàbitat d'interès comunitari.